# Додаткова конвенція про скасування рабства, работоргівлі та інститутів і звичаїв, подібних до рабства
Додатко́ва конве́нція про скасува́ння ра́бства, работоргі́влі та інститу́тів і зви́чаїв, поді́бних до ра́бства — юридично обов'язкова для держав-учасниць міжнародна угода, яка доповнює Конвенцію про рабство, яка спрямована на ліквідацію системи та звичаїв рабства й работоргівлі, а також Конвенцію про примусову чи обов'язкову працю, яка забороняє примусову чи обов'язкову працю через заборону боргової кабали, кріпосного права, дитячих шлюбів, примусових шлюбів та дитячої праці.